# Adrian i Natalia z Nikomedii
Adrian lub Hadrian, cu. Muczenik Adrian Nikomidijskij i Natalia z Nikomedii, cu. Muczenica Natalija, również: Adrian i towarzysze – święci i męczennicy chrześcijańscy z Nikomedii, którzy mieli ponieść śmierć w czasach prześladowania chrześcijan podczas rządów Maksymina Traka (235–238) lub Dioklecjana (284–305) i Maksymiana (286–305) czy też Maksyminusa (305–311).

## Żywot
Według Martyrologium Hieronimiańskiego Adrian i Natalia żyli w III lub IV wieku i byli małżonkami. Adrian, urodzony w Rzymie, miał być oficerem i chociaż nie przyjął chrztu, uwierzył w Jezusa Chrystusa. Wyznał to przed cesarzem, za co został osadzony w więzieniu.
W życiu Adriana i towarzyszy jest wiele jednak sprzeczności i nie znajdują one w zasadzie potwierdzenia, ale nie wykluczone jest, że Passio zawiera elementy historyczne.
Ślady czci oddawanej tej grupie są znaczne. Ich ciała, po wcześniejszych torturach, miały spłonąć na stosie w Nikomedii (obecnie Izmit) w Turcji. Nie wiadomo jednak, czy Natalia zginęła śmiercią męczeńską, czy naturalną, chociaż wyznawcy prawosławia uznają ją za męczennicę.
Natalia
Gdy zapadł wyrok skazujący Adriana na śmierć, Natalii zabroniono dalszych odwiedzin. Przekupiła jednak strażników i w przebraniu chłopca weszła do więzienia, by prosić męża o modlitwę, gdy będzie już w raju. Natalia była obecna przy jego egzekucji, w czasie której poddano go torturom łamania członków. Podczas palenia ciał Adriana i innych męczenników, Natalia pragnąc spłonąć wraz z nim rzuciła się w ogień, jednak została siłą odciągnięta; miało to mieć miejsce ok. 304.

## Kult
W 1110 relikwie Adriana i Natalii przeniesiono najpierw do flamandzkiego klasztoru w Geraardsbergen), a w późniejszym okresie szczątki św. Adriana przeniesiono do Rzymu.
Dzień obchodów
Wspomnienie liturgiczne grupy męczenników w Kościele katolickim obchodzone jest 4 marca lub 8 sierpnia, natomiast św. Natalia wspominana jest 26 sierpnia lub 1 grudnia.
Cerkiew prawosławna wspomina świętych męczenników 26 sierpnia/8 września, tj. 8 września według kalendarza gregoriańskiego.
Adriana wspominają również Kościoły wschodnie: ormiański, syryjski i koptyjski.
Patronat
Do świętych Adriana i Natalii wierni modlą się o dobre stosunki między małżonkami. Natalia jest ponadto patronką rolników zajmujących się uprawą lnu. Święci są szczególnie popularni w bizantyńskim obszarze kulturowym.
Adrian
Św. Adrian jest patronem Grammont, posłańców, piwowarów, strażników więziennych i żołnierzy. Przez jakiś czas uchodził za patrona kowali.
Jego atrybutami są: siekiera, kowadło i pręt.
Natalia
Atrybutem św. Natalii jest ramię.
Ikonografia
W ikonografii św. Adrian przedstawiany jest wraz z małżonką Natalią. Odziany jest w bogate szaty, ma krótką brodę i kędzierzawe, kasztanowe włosy. Głowę Natalii okrywa zielona chusta. Oboje trzymają w rękach męczeńskie krzyże.